# Давид Попович
Давид Поповићи (рум. David Popovici; Букурешт, 15. септембар 2004) румунски је пливач. Његова специјалност су трке у дисциплинама слободним стилом. 

## Спортска каријера
На Светском првенству у воденим спортовима 2022. Попович је освојио златне медаље у своје две препознатљиве дисциплине (на 100 метара слободно и на 200 метара слободно), поставши први пливач којем је то успело на истом издању Светског првенства, од Џима Монтгомерија у 1973. После његових наступа током 2022. године, у којој је освојио једанаест златних и две сребрне медаље, Попович је проглашен за пливача године од стране СвимСвам-а и Свиминг Ворлд Магазина. Током тог лета, успоставио је невиђени ниво доминације, посебно на 100 метара слободним стилом, забележивши 13 од 19 најбржих пливања на свету 2022. године, а истовремено је постао тек трећи пливач у историји који је поставио време испод 1:43 на 200 метара слободно. Олимпијски шампион у дисциплини 200 метара, након што је освојио златну медаљу на Летњим олимпијским играма 2024. у Паризу. Такође на Олимпијским играма у Паризу 2024. заузео је треће место у дисциплини 100 метара слободно, освојивши бронзану медаљу, са само 0,01 секундом иза Аустралијанца Кајла Чалмерса.